# Сретение Господне (Бер, XVIII век)
„Сретение Господне“ (на гръцки: Υπαπαντή) или „Външна Богородица“ (έξω Παναγιά) е възрожденска православна църква в южномакедонския град Бер (Верия), Егейска Македония, Гърция. Храмът е енорийски.

## История
Църквата е издигната в XVIII или XIX век. През годините храмът претърпява големи архитектурни промени. В него не са запазени стари стенописи, но има ценни преносими икони.